# Leptodactylus didymus
Leptodactylus didymus é uma espécie de anfíbio  da família Leptodactylidae.
Pode ser encontrada nos seguintes países: Bolívia e Peru.
Os seus habitats naturais são: florestas subtropicais ou tropicais húmidas de baixa altitude, pântanos, marismas intermitentes de água doce, pastagens, jardins rurais, áreas urbanas e florestas secundárias altamente degradadas.